# Biserica de lemn din Glod (Gâlgău)

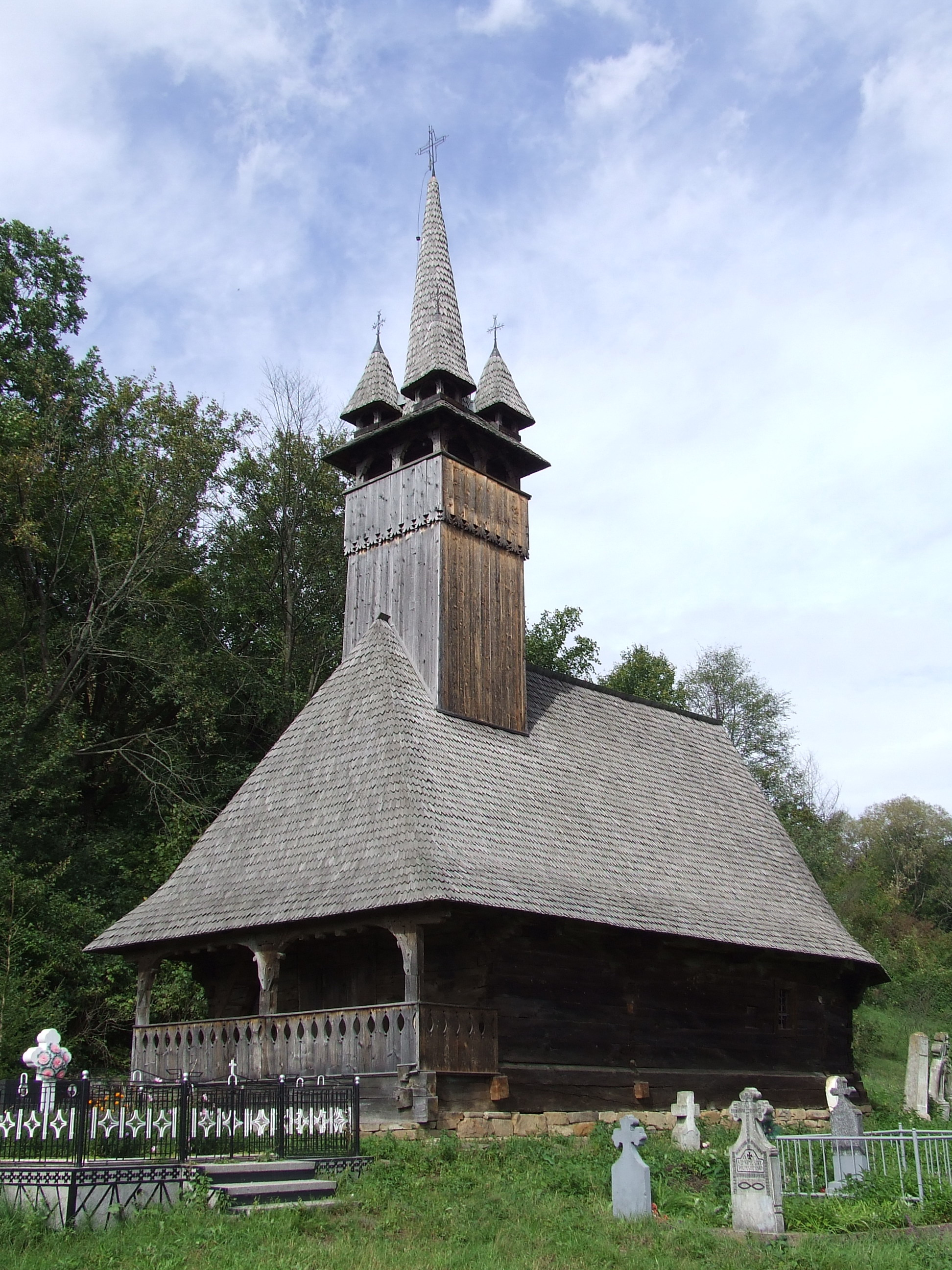
Biserica de lemn din Glod

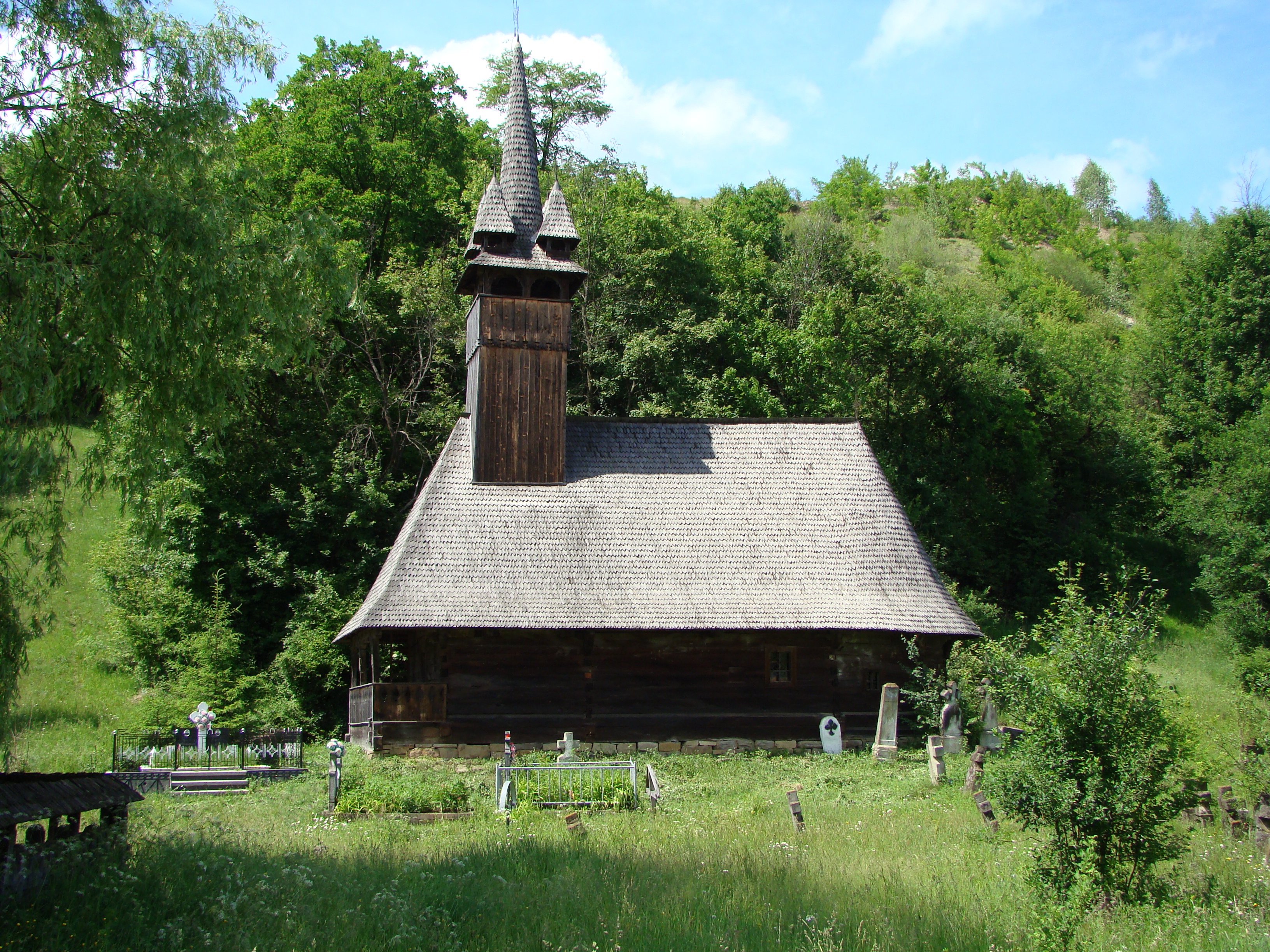
Vedere de ansamblu: mai 2009

Biserica de lemn din Glod se află în localitatea Răzoare din județul Maramureș unde a fost adusă după 1867 din satul Glod, Sălaj. Ea este datată relativ din anul 1740. Biserica se află pe noua listă a monumentelor istorice sub codul LMI: cod LMI MM-II-m-A-04610.

## Istoric
Ridicată în lunca văii Lăpușului, la marginea așezării, biserica este o construcție de dimensiuni modeste, cu un mic pridvor pe fața apuseană, unde se află și ușa de intrare și un turn puțin înalt, cu coiful încadrat de patru turnulețe.
Despre pictura murală din interior se presupune că a fost executată de un pictor lăpușan, Petre, autorul ușilor împărătești pe care le semnează la anul 1759: „Petre Di(ac)ul din Preluca”. Biserica a fost construită la o dată incertă, înaintea anului 1730.

## Imagini

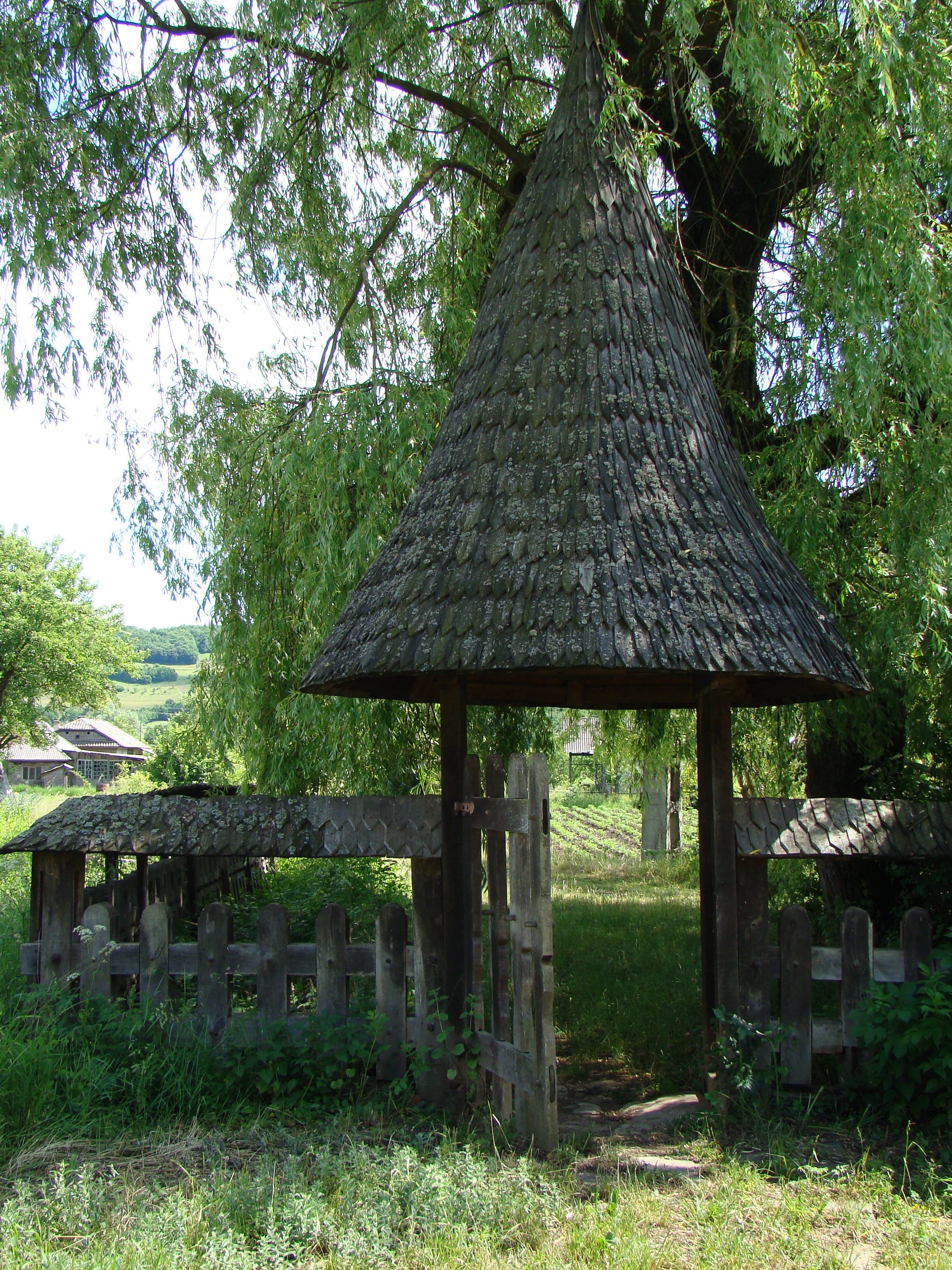
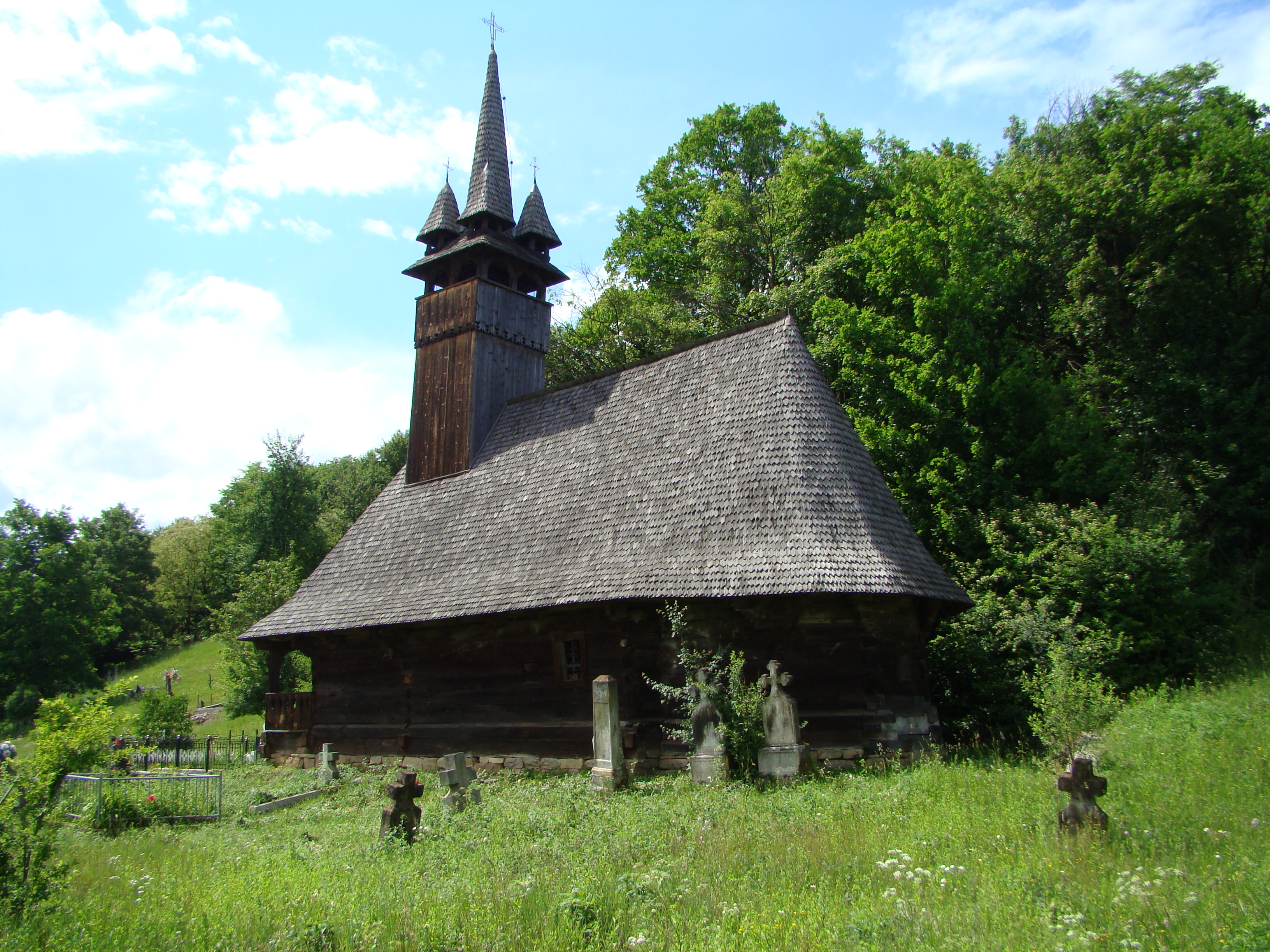
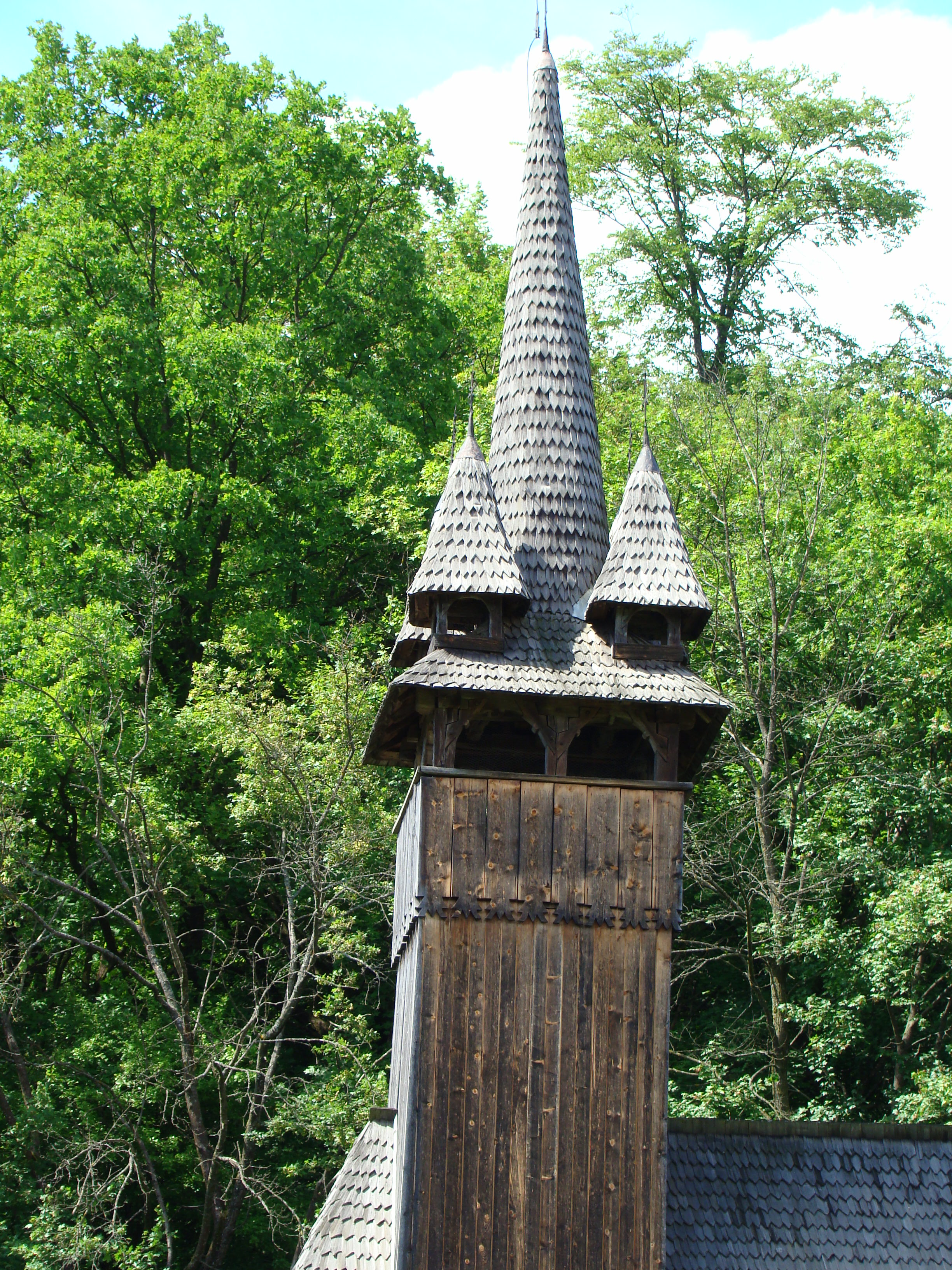
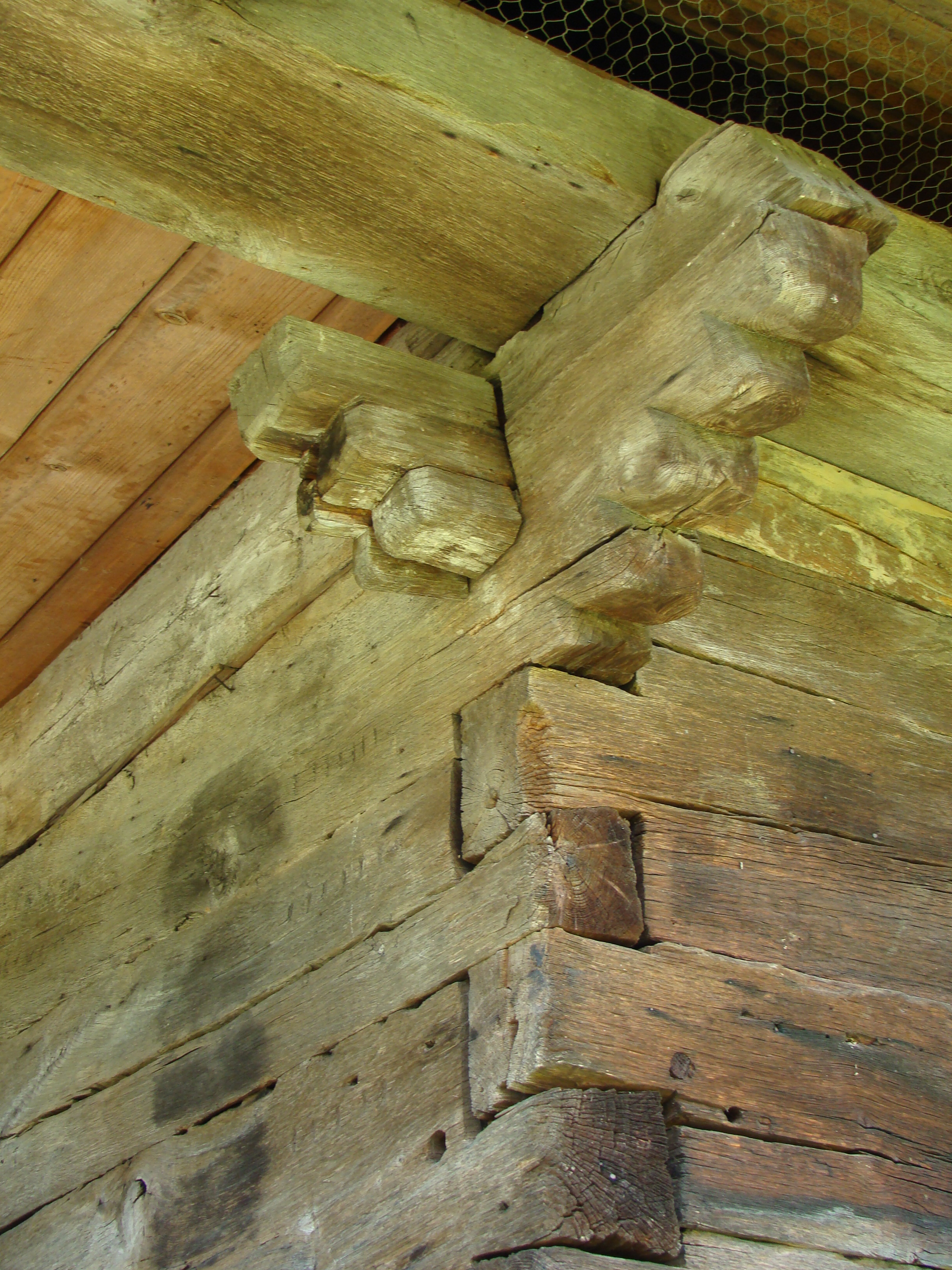
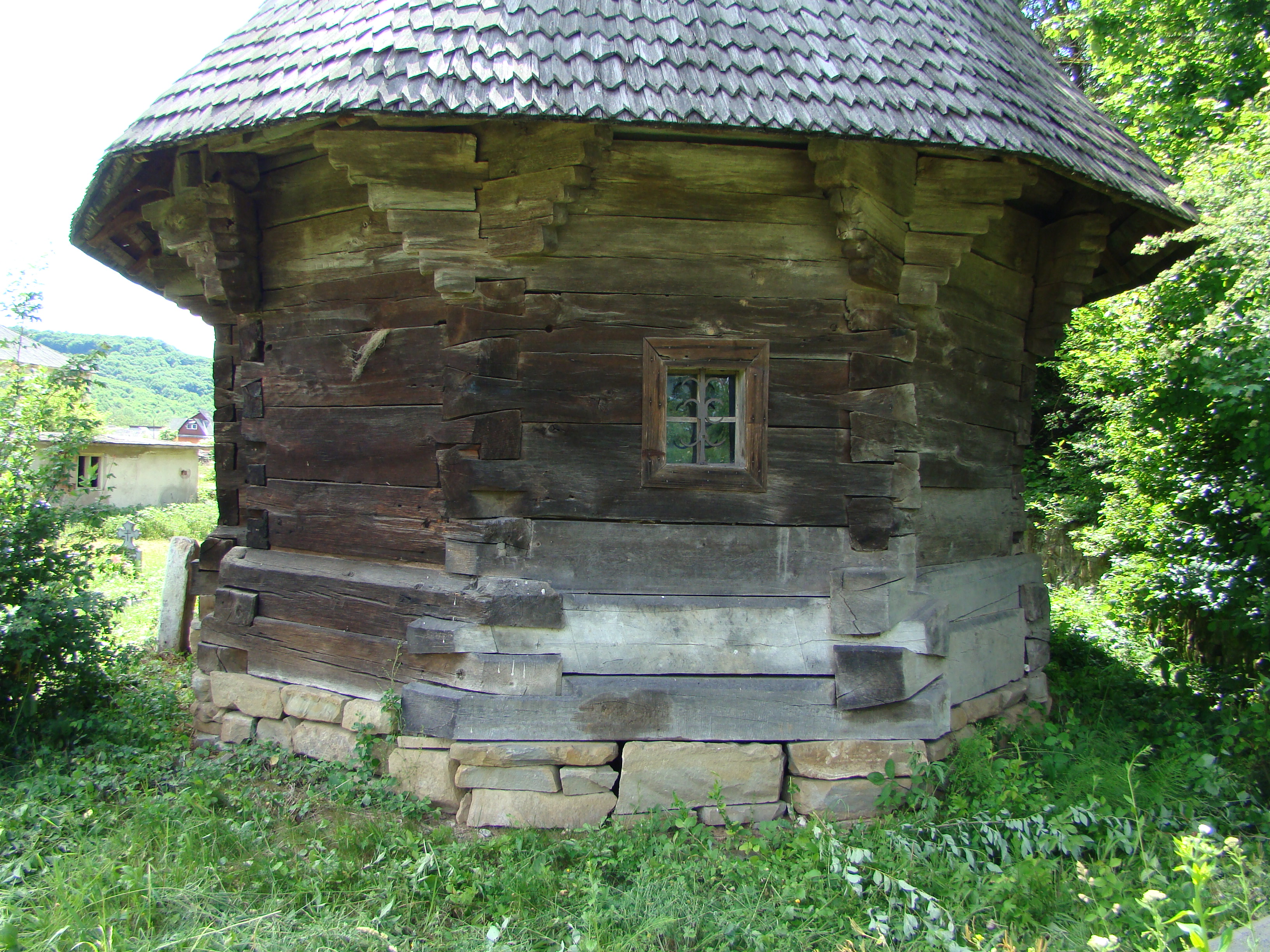
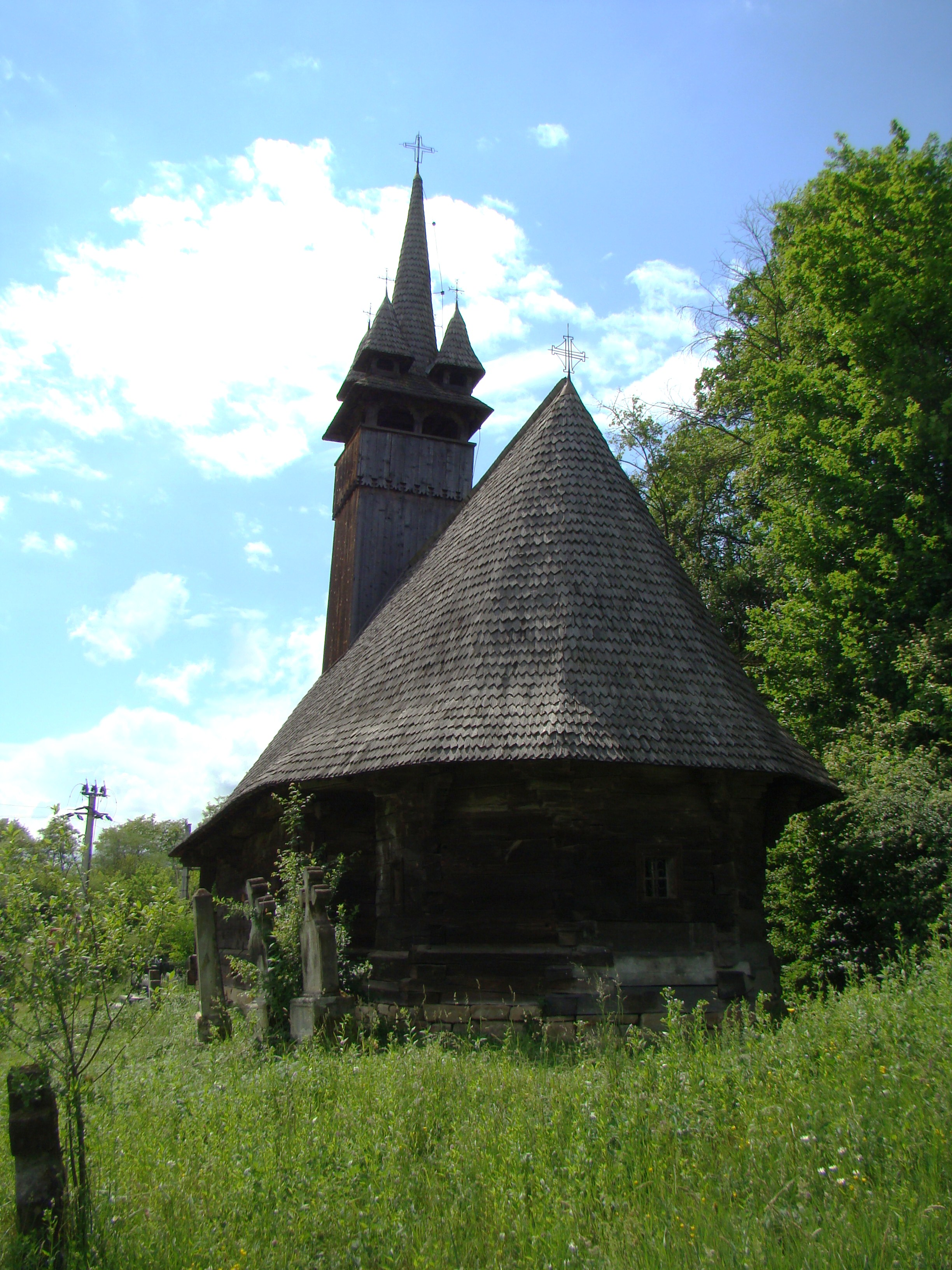
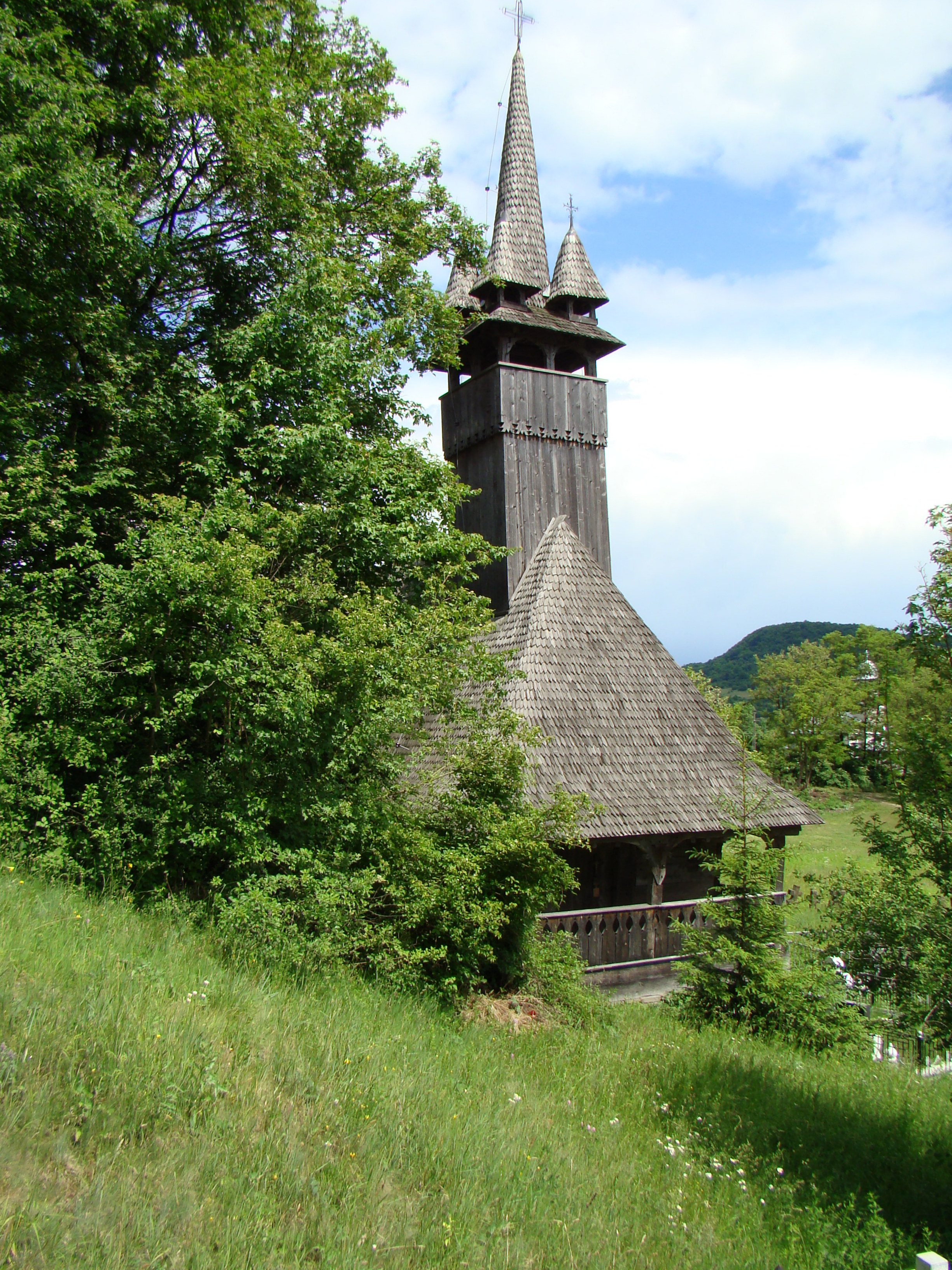
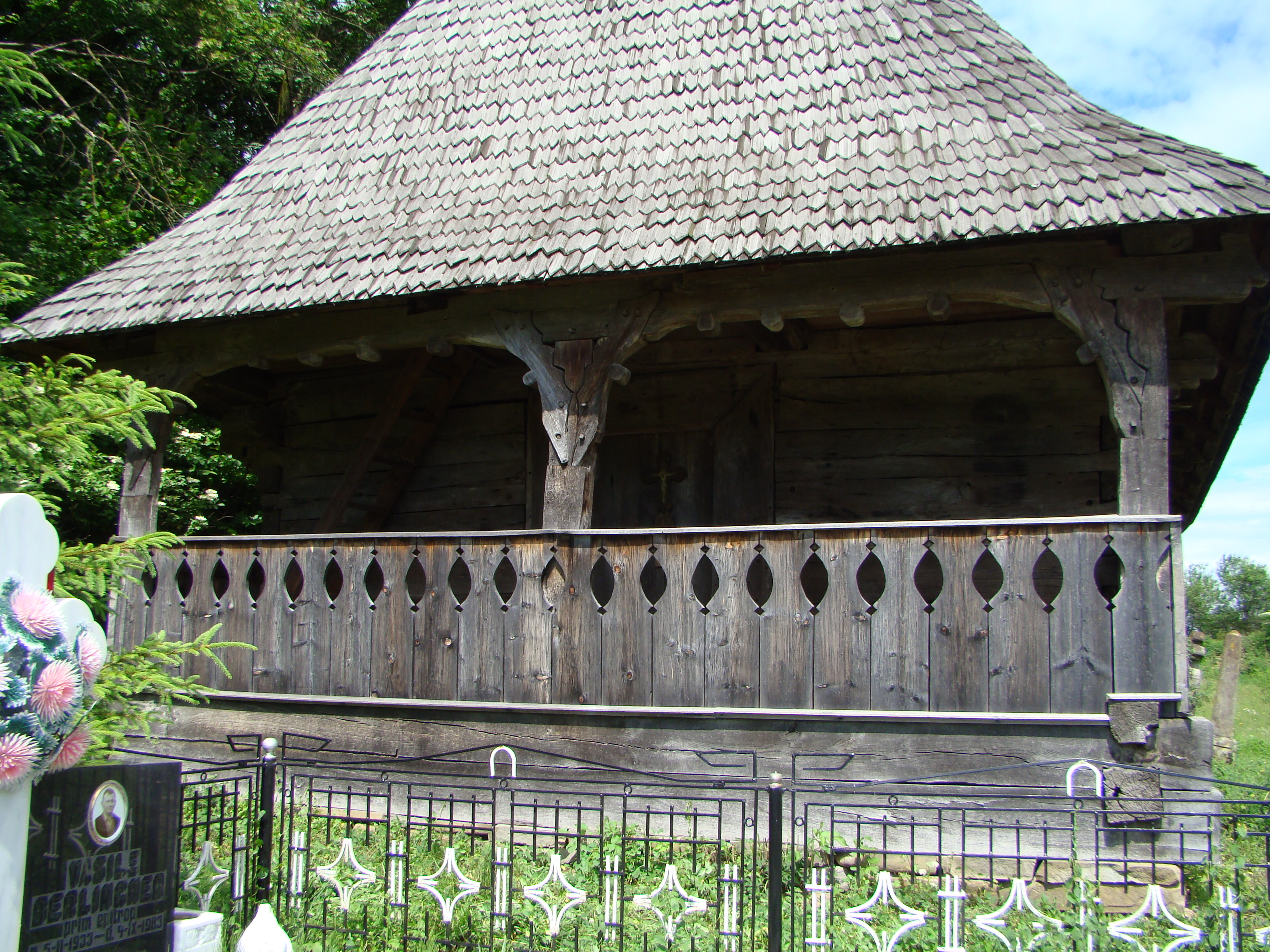
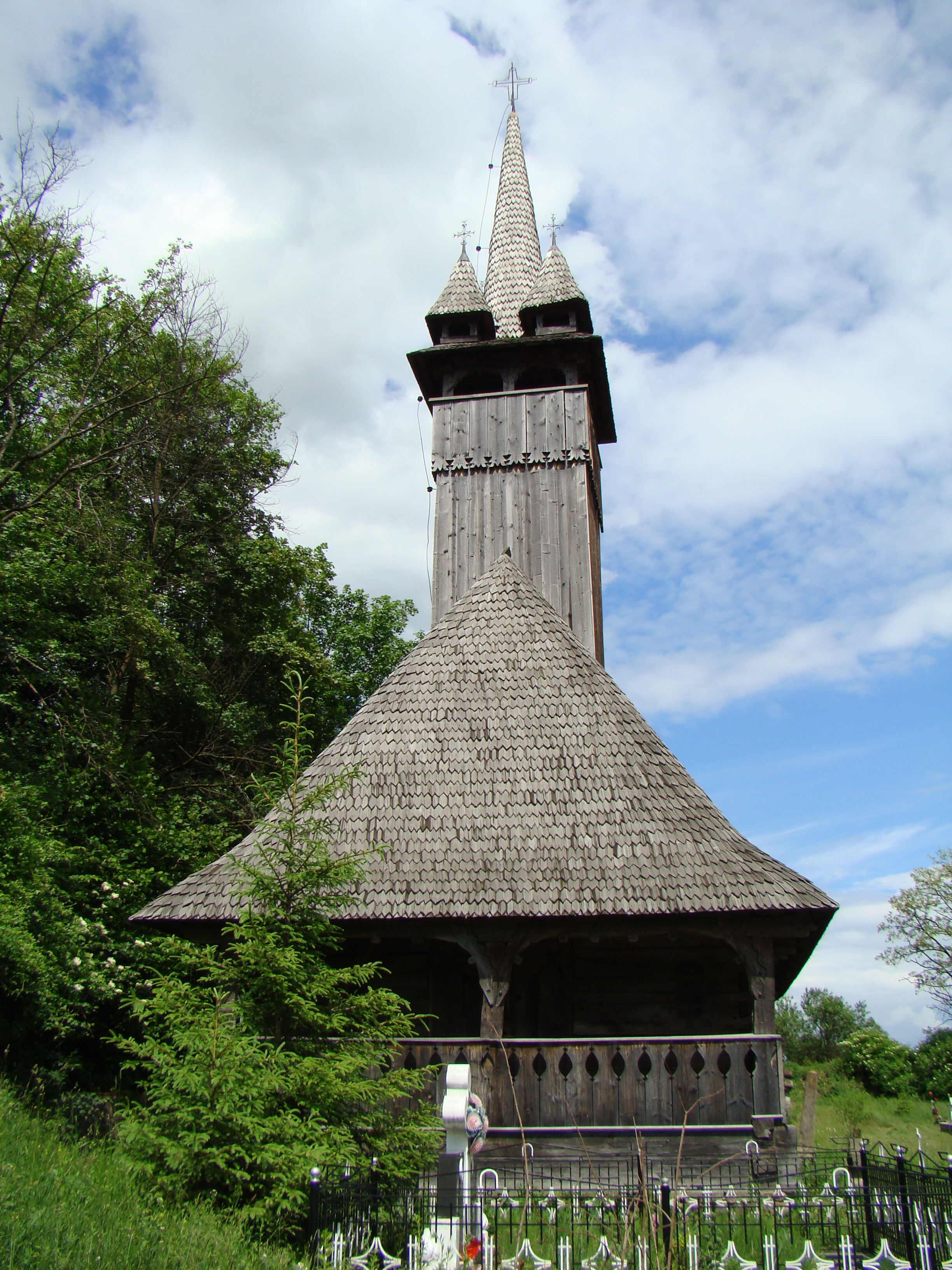
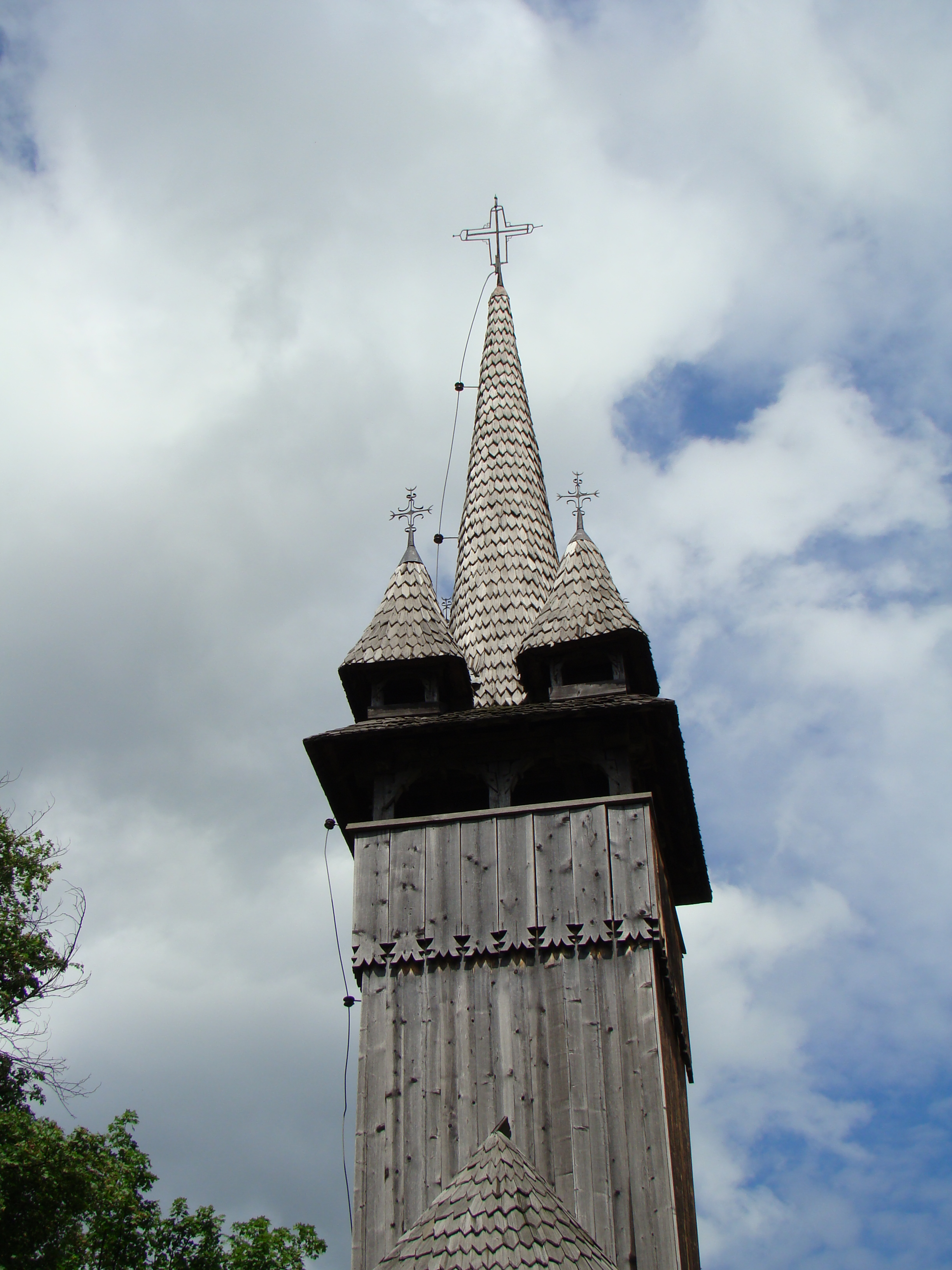
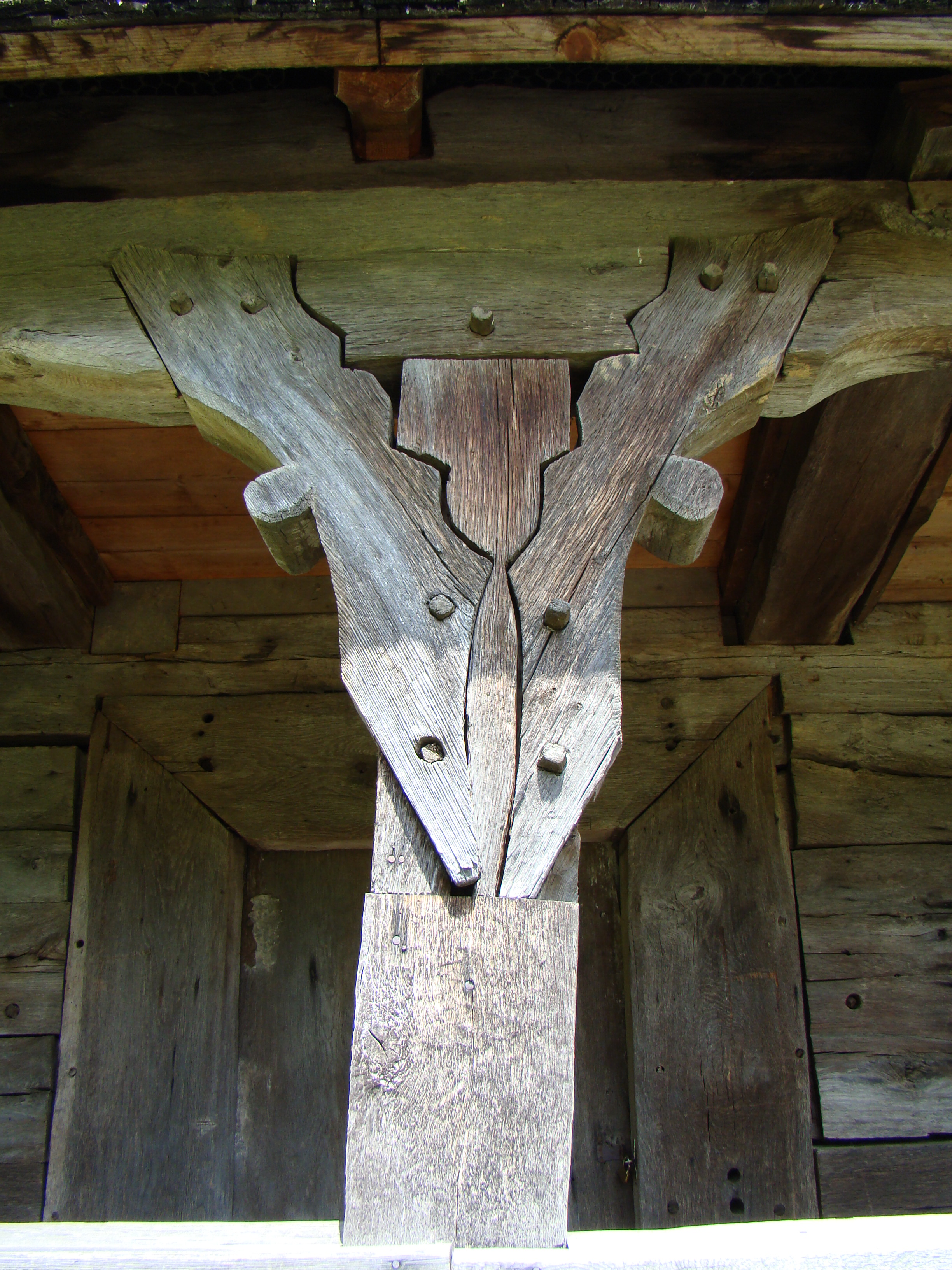
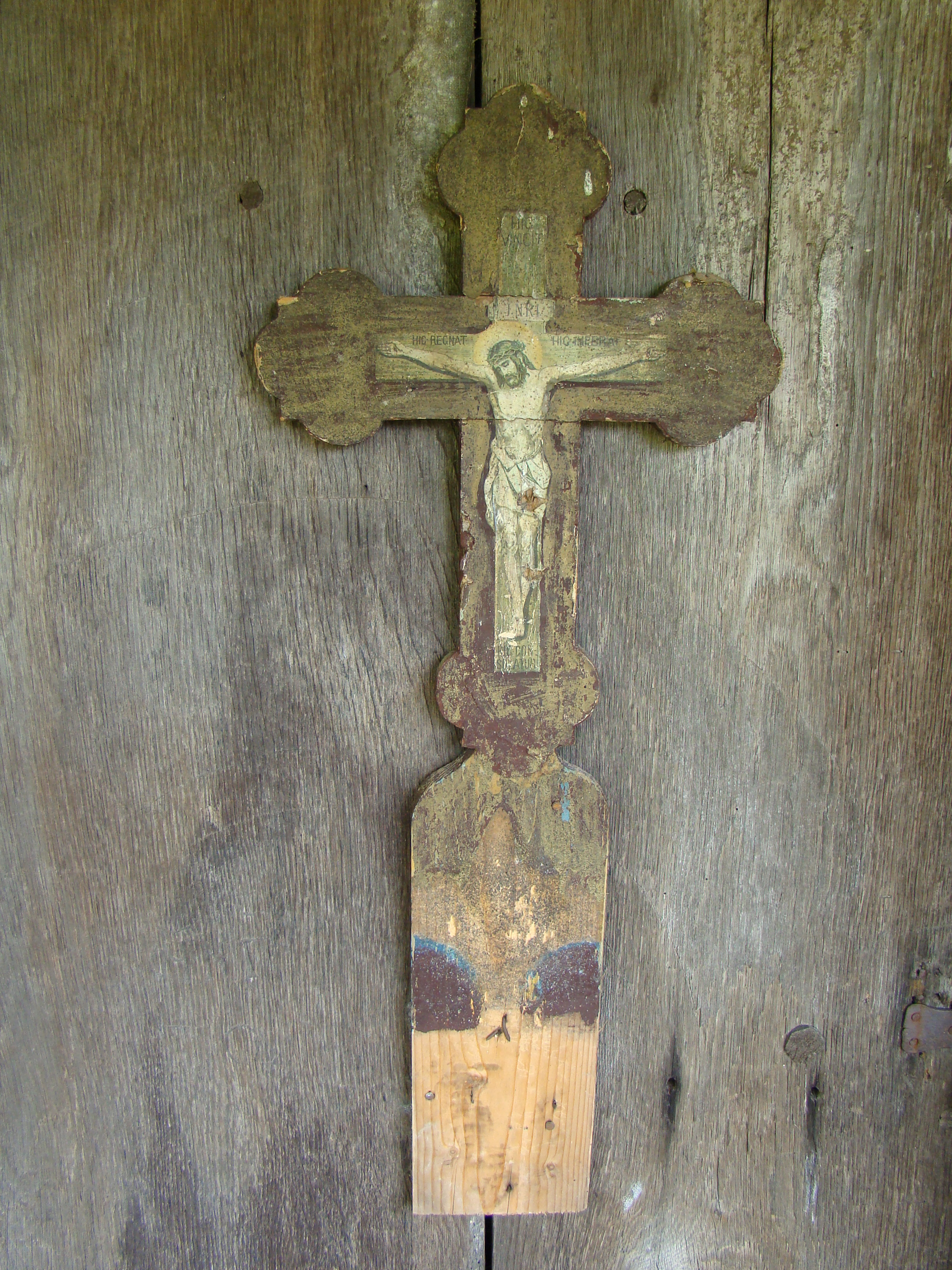
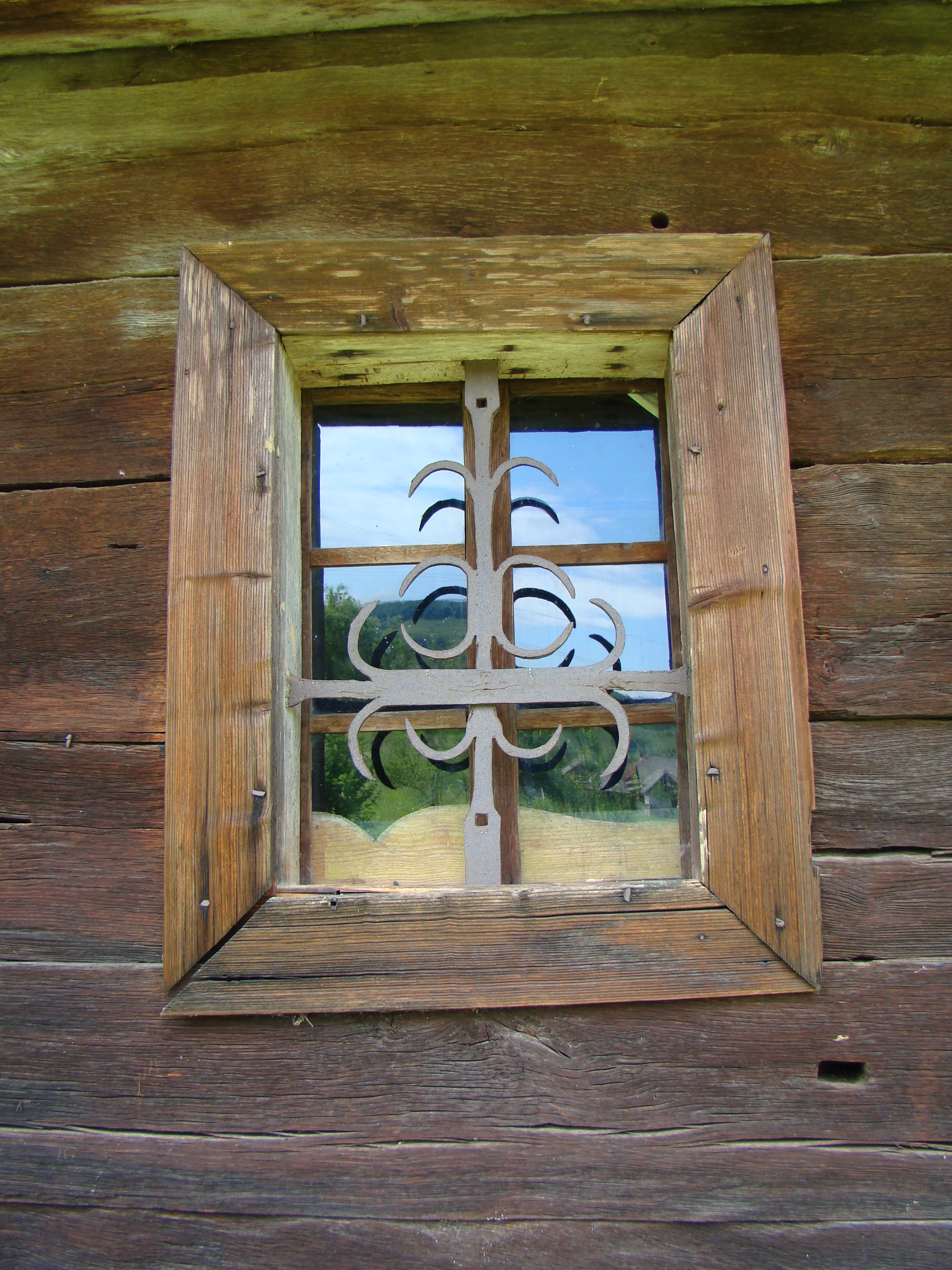
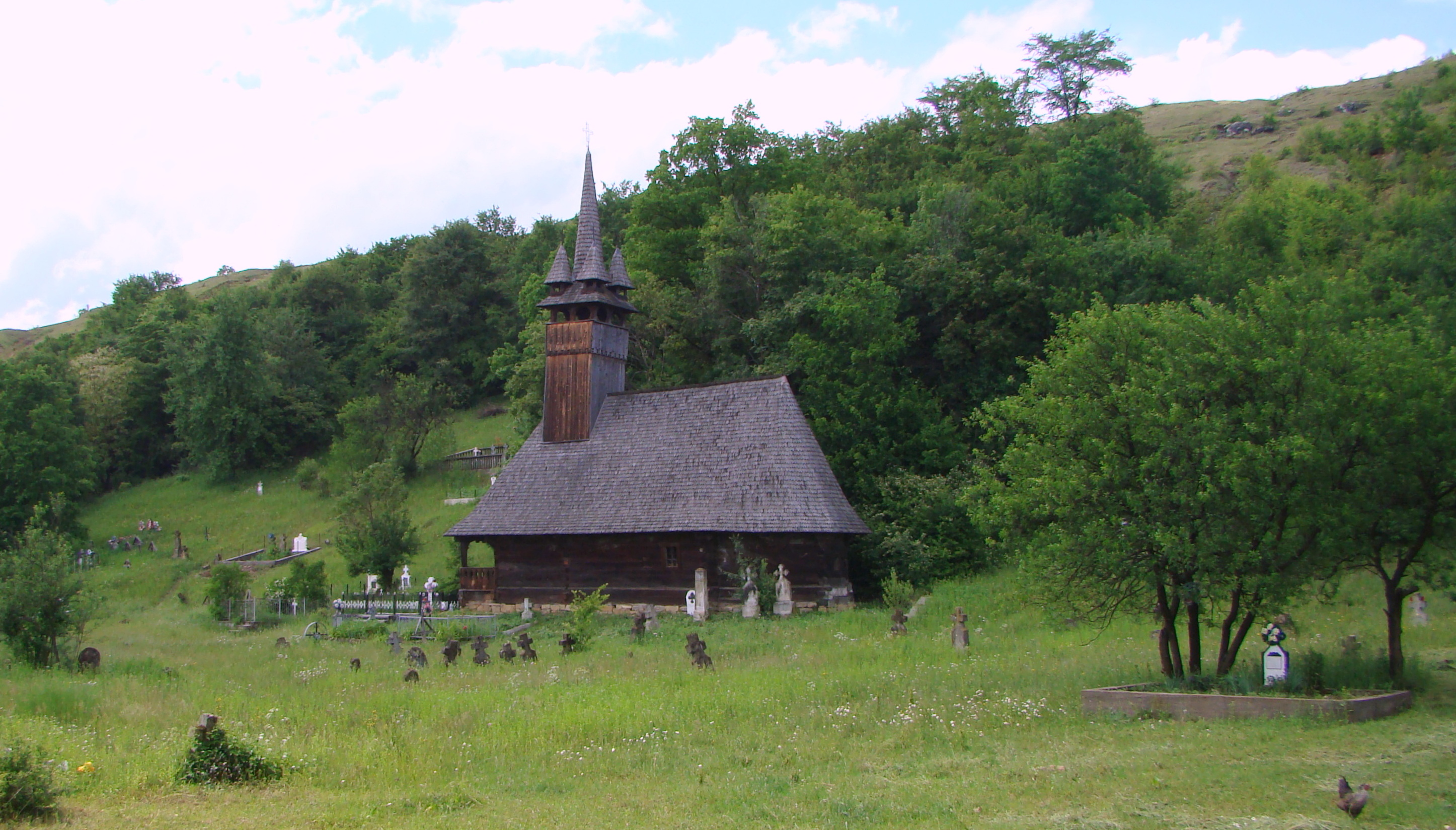